# Pediana horni
Espèce
Synonymes
- Isopeda horni Hogg, 1896
- Pediana regina isopedina Strand, 1913

Pediana horni est une espèce d'araignées aranéomorphes de la famille des Sparassidae.

## Distribution
Cette espèce est endémique d'Australie.

## Description
La carapace du mâle décrit par Hirst en 1989 mesure 9,2 mm de long sur 8,3 mm et l'abdomen 9,7 mm de long sur 6,0 mm et la carapace de la femelle mesure 9,8 mm de long sur 9,3 mm et l'abdomen 19,5 mm de long sur 13,0 mm

## Systématique et taxinomie
Cette espèce a été décrite sous le protonyme Isopeda horni par Hogg en 1896.
Pediana regina isopedina a été placée en synonymie avec Pediana horni par Nentwig, Blick, Gloor, Jäger et Kropf en 2019.

## Publication originale
- Hogg, 1896 : Araneidae. Report of the Horn expedition to central Australia. 2. Zoology, p. 309-356.